# 貴闘力忠茂
貴闘力 忠茂（たかとうりき ただしげ、1967年9月28日 - ）は、兵庫県神戸市兵庫区出身（入門時は福岡県福岡市博多区）で二子山部屋（入門時は藤島部屋）に所属した元大相撲力士、プロレスラー。本名は鎌苅 忠茂（かまかり ただしげ）。最高位は東関脇。
1993年に第48代横綱・大鵬幸喜の三女と結婚し、妻の姓を選択したため納谷 忠茂（なや ただしげ）となったが、2010年に離婚したため鎌苅姓に戻った。長男はプロレスラーの納谷幸男、次男・三男・四男は大嶽部屋に所属する大相撲力士の納谷幸林、王鵬幸之介、夢道鵬幸成。甥は元大相撲力士の若闘力駿磁。
現在は焼肉店「焼肉ドラゴ」を 経営している実業家、またYouTuberである。タレント活動のマネジメントは株式会社伝元。

## 来歴

### 少年時代
1967年（昭和42年）9月28日に福岡県福岡市博多区で生まれる。
父は戦後の物資難の中で小学校1年生の頃から沖仲士の仕事に従事していた。読み書きができないので借用書が書けず、借金は必然とヤクザ相手に行うこととなった。父はかつて力士志望であり港湾作業でも70kgのセメントを1人で3つ担ぐ力自慢であったが、当時現場において彼ですら敵わない怪力の持ち主として「米川さん」(後の3代朝潮太郎)が話題になっていた。結局大相撲入門の機会はなく、自分が果たせなかった角界入りの夢を息子の忠茂に託した。忠茂は後に、相撲の世界で発揮したパワーは父から遺伝したものだと、その点で感謝を述べている。
幼少期は野球好きで、神戸ドラゴンズに入団。金村義明に憧れ、報徳学園高等学校の入学を志すも父親の借金で野球を諦める。相撲好きで力士に憧れ、小学生の時には既に力士を志していた。小学校卒業後に面識のある大関・貴ノ花に入門を願ったが、体験入門はしたものの「3年後（中学卒業後）にまたおいで」と一度は帰された。日本相撲協会の規定で義務教育を終了しないと入門できないためであった。
2020年10月に貴闘力のYouTubeチャンネルに公開された動画以前の報道では、父親のギャンブル依存症から借金取りが連日自宅に押し掛け、逃れるために小学校を6～7回も転校しており、賭博は大嫌いだったと報じられていた。しかし、動画中で忠茂が語るところによると、中学時代に福岡で父が麻雀屋経営を成功させ、忠茂も父の店での麻雀牌磨きで父から小遣いを得ていたが、その金を元手に客から賭けマージャンで金を巻き上げ、月に30万円の金を得たという。稼いだ金で競艇に賭けていたが、ある日補導されたことを切っ掛けに更生のために柔道の名門である福岡市立花畑中学校を紹介された。2年生から柔道を始めたという。
この柔道部には、一年先輩に元プロレスラーの佐々木健介が在籍していた。3年生では全国大会に出場し、団体戦の準決勝で古賀稔彦を擁する世田谷区立弦巻中学校に敗れている。中学校卒業後、柔道で天理高校からの勧誘もあったが、賭博好きの父親から逃れるため、柔道の道には進まずにかつて体験入門した藤島部屋に正式に入門した。体験入門は半年間に及んだと忠茂は話している。入門先候補としては他に二所ノ関部屋も挙がったが、「いじめられない」と聞いて貴ノ花の下で相撲を取ろうと決めた。

### 大相撲時代

#### 初土俵
1983年（昭和58年）3月場所で本名の「鎌苅」を四股名として初土俵を踏み、1989年（平成元年）3月場所後に新十両昇進を決めた。この際に四股名を「貴闘力」と改名した。なお、当初は藤島から「貴闘心（たかとうしん）」と聞かされており、色紙にもそのようにサインしており、新十両力士の発表の際に「貴闘力」と改名することを知ったという。
この頃から嫌いだった賭博に対して、貴闘力は「少しくらいなら良いか」という安易な気持ちで手を染め、次第に午前中の稽古が終わると午後は競馬や競艇、夜は部屋で麻雀をする生活を続け、「当たる」ことしか想像が出来なくなって年収の9割を賭博に費やした。1989年（平成元年）の十両昇進のときは、化粧まわしや着物などをつくるために地元から集めた400万円を預けていた人に持ち逃げされ、ギャンブルに使われてしまった。師匠に借金を申し込んだが貸してもらえず、手元に残ったお金で馬券を買い、当たりを出して再び工面をしたという。門限などの面で部屋が厳しくてタニマチをゆっくり精査して作っているような時間など無かったため、十両昇進を機に急造した後援会の不始末に巻き込まれた形となったが、化粧廻し無し、幕下以下用の木綿の廻しで土俵に上がることも考えた中で、賭博で必要経費を工面した形となっている。
下位時代はいじめを受けたといい、「いじめ免除券」と呼ばれる1場所3万円の手製のチケットを兄弟子から買わないといじめの標的になった他、土俵の固いところにバックドロップで打ち付けられるなどの悪質な暴力の被害もあった。就寝時間中にいじめを行う力士の寝ている前でちゃんこ番用の出刃包丁を持って立つ新弟子もいたが、自身もその兄弟子を憎んでいたため止めることはしなかった。そんな自分を見て「（この包丁で）殺してくれたら楽だな」と思い詰めていた。新弟子時代はちゃんこを部屋の衆が、技術的にまともに作れなかったといい、安芸乃島と自分がちゃんこ番の時は鶏ちりと豚ちりしかやらなかった。しかしある時貴闘力が「豆乳鍋を作る」と言い出し、「豆乳鍋なんか誰が食うんだよ!?」と奇異の目で部屋の衆が見る中で食べてみると絶品であった。なお、師匠の藤島は牛乳が嫌いだったため、豆乳鍋を見るなり「こんなクソマズいの作りやがって!」と頭から毛嫌いしていた。貴闘力は西日本出身であったため出汁中心の味付けを行っていたが、東日本出身の藤島には「こんな薄いモン食えるか!」と不評であり、醤油とかつおだしで適当に関東風の味付けをしたら「これだよ!」と絶賛されたため後年本人は「絶対味分かってねぇよ」と呆れていた。

#### 新入幕・三役への出世
1990年（平成2年）9月場所で新入幕を果たし、11勝4敗の好成績で敢闘賞を受賞する活躍を見せた。1991年（平成3年）5月場所では小結に昇進すると、それ以降は三役から幕内上位に定着、この場所では3日目に前々場所で敗れた横綱の千代の富士と再度対戦すると、貴闘力も千代の富士の腕を掴んで土俵外へ放り投げる「とったり」で快勝した。勝利直後のインタビューで貴闘力は「憧れの大横綱に勝てて嬉しいです」と語った。なお、同日夜に千代の富士が現役引退を表明した。千代の富士はこの場所初日、貴闘力の藤島部屋の後輩でもある新鋭・貴花田と対戦して敗れており、貴花田と共に引導を渡す格好となった。千代の富士の引退報道を知った貴闘力は「本当ですか！信じられません」と驚き、「まだ、自分は大先輩に対して偉そうなことを言える立場では無いので……」と語り、その表情は寂しげだったという。それでも千代の富士からは「オレのことは気にせず頑張れ！」と直接励まされたことで調子を上げ、9勝6敗で二度目の敢闘賞を受賞した。この年は7月場所から11月場所まで関脇を維持し、大勝ちこそは無いものの8勝7敗と勝ち越しを続けた。
1993年（平成5年）2月、停年を迎える10代二子山と師匠12代藤島の間で名跡交換が行われ、両部屋は合併した。12代藤島が11代二子山となったため、二子山部屋所属となる。同年5月場所、初日から8連勝し11勝して唯一の技能賞獲得。同年9月場所後に大鵬部屋師匠（第48代横綱・大鵬、引退後は一代年寄）の三女と結婚、娘婿となった。年寄名跡も手配して部屋も譲るので養子になってくれと大鵬から頼まれ、後援会からも婿入りを勧められていたが、父親だけは家の稼ぎ手がいなくなると婿入りに反対した。父親には6千万円の借金が残っていたが、それを結婚式の祝儀で清算することを条件に父は貴闘力の大鵬一家への婿入りを飲んだ。貴闘力自身にも借金は残っていたが、後にこの時を本人は「オレも借金だらけになって人生どうでもいいや!と思うと土俵上がっても『死んでもいいや!』。いつもそんな考えでいたのが却って良かったのかもしれない。ケガしてもどうでもいいと思ったらケガしない!」と振り返っている。
1994年（平成6年）3月場所は前場所まで3場所連続で負け越し、前頭12枚目まで番付を落としたものの、12勝3敗と好成績を挙げ、横綱・曙と同部屋で新大関・貴ノ浪との優勝決定戦に出場した。貴闘力は初戦でいきなり貴ノ浪との同部屋対決となるが敗れ、2戦目は貴ノ浪が曙に敗れた。貴闘力も3戦目で曙と対決し、土俵際を回り込むなど必死に善戦したが敗れ、幕内最高優勝は曙にさらわれた。
以後も、5月場所は曙に勝ち5回目の敢闘賞。7月場所は4日目から8連勝し3場所連続6回目の敢闘賞8回目の三賞。1996年1月場所は曙に勝ち12勝し7回目の敢闘賞。7月場所は1勝5敗から9連勝し8回目の敢闘賞。9月場所は4勝4敗から7連勝し、11勝で9回目の敢闘賞。1997年7月場所は曙に勝ち11勝し殊勲賞12回目の三賞。1998年5月場所は2度目の初日から8連勝したが、それ以降は1勝6敗と失速し9勝にとどまる。7月場所は曙に勝ち9個目の金星を獲得するなど活躍した。
しかし1994年3月場所以降、貴闘力は勝ち越しても優勝争いには加われず、前頭2枚目として臨んだ1999年（平成11年）11月場所で2勝13敗と大敗、2000年（平成12年）1月場所でも前頭10枚目で6勝9敗と負け越し、同年3月場所にはついに幕尻となる前頭14枚目まで陥落。既に32歳となり、衰えの見えてきた貴闘力に対して周囲は十両陥落も十分有り得ると予想していた。

#### 幕尻での最高優勝
2000年（平成12年）3月場所で貴闘力は周囲の予想を大きく裏切り、初日からただ一人12連勝を記録し優勝争いで首位を独走した。この結果を踏まえ、貴闘力には13日目に横綱・武蔵丸戦、14日目に横綱・曙戦が急遽組まれた。通常、前頭下位の力士は小結以上の三役力士および横綱とは対戦することがなく、同場所予定されていた曙 - 武蔵丸の両横綱同士の割を崩す異例の事態となった。貴闘力は両横綱に敗れて2敗を喫するが、千秋楽の時点でも優勝争いの単独トップを維持していた。千秋楽で関脇・雅山と対戦し、立ち合いの突きで一気に土俵際に追いつめられたものの、そこから逆転の送り倒しで下して13勝2敗となり、史上初の幕尻による幕内最高優勝を達成した。貴闘力は32歳5ヶ月での幕内最高優勝で、初土俵から所要102場所での幕内最高優勝は当時、史上1位のスロー記録であり、旭天鵬が2012年5月場所に所要121場所で幕内最高優勝を果たすまで最長だった。なお、この場所では3日目に十両・水戸泉と対戦しており、十両力士と対戦した力士による幕内最高優勝は1961年（昭和36年）5月場所の佐田の山以来39年ぶりである。
初優勝が決まった瞬間、貴闘力は土俵下で人目を憚らず号泣した。義父の一代年寄・大鵬が残した偉大な功績と自身の功績を息子から比較されて困惑したが、インタビューにおいて「ようやく子供に、『どうだ!父ちゃんだって強いんだぞ』と言える記録が作れました。」と喜び、大鵬も「私の32回の優勝より、今場所の貴闘力の優勝が一番嬉しい」と嬉し涙で語った。

#### 現役引退
幕尻での幕内最高優勝を果たした貴闘力はこの活躍によって、2000年（平成12年）5月場所で幕尻から一気に小結復帰を果たした。しかし、2勝13敗と前場所とは全く逆の結果となり、初優勝からちょうど一年後、再び前頭14枚目に陥落して迎えた2001年（平成13年）5月場所で5勝10敗と大敗、十両へ陥落する。
2001年（平成13年）7月場所は十両2枚目で迎え、1場所での幕内返り咲きを期待された。その期待に応えるように9勝6敗の成績を挙げた。この場所の十両力士には二桁勝利を挙げた力士がおらず、9勝6敗で8人が争う優勝決定戦が行われた。貴闘力は決定戦で敗れたものの、幕内最高優勝を果たした力士が十両優勝決定戦に参加する珍しい記録を作った。その後も幕内下位と十両を往復する日々が続いた。
十両11枚目で迎えた2002年（平成14年）9月場所12日目の対寺尾戦で敗れて3勝9敗となり、幕下陥落が確定的になったのを機に現役引退を表明、年寄・16代大嶽を襲名した。2003年（平成15年）2月2日の引退相撲までは二子山部屋に所属していたが、断髪翌日の2月3日付で大鵬部屋に移籍した。

#### 大鵬部屋を継承
2004年（平成16年）1月に大鵬部屋を継承して部屋師匠となり、部屋の名称は大嶽部屋に変更となった。しかし現役時代に手を染めた賭博をやめられず、賭博の借金を大鵬に何度も肩代わりしてもらっていたと本人は述懐している。
柄の悪い出自（"貴闘力の父親はヤクザ"という形で世間には現役当時から伝わっていた）から新弟子候補を逃したこともあり、実際小学校の後輩で地元・神戸市のスターとして彼を認知していた飛翔富士も、周囲の大人から大嶽の出自について伝えられて止む無く別の部屋に入門することにしたと、後に協会解雇後の大嶽との対談で語っている。
2006年（平成18年）7月場所7日目(15日)、露鵬が名古屋場所取材中の毎日新聞社・中日新聞社のカメラマンに対して暴行し、毎日新聞のカメラマンにけがを負わせた件で、16代大嶽は監督責任を問われ減俸3か月（10分の1）の処分を受けた。2008年（平成20年）9月2日、露鵬は弟の白露山とともに抜き打ちの尿検査で大麻の陽性反応が確認された。同月3日の取材で16代大嶽は「まだ一概には（陽性が決まったとは）言えない。弟子を信じる」と弟子を擁護し、露鵬を発掘した大鵬は同月4日に白露山の師匠の北の湖理事長と国技館内で2時間の会談を行っている。会談後、大鵬は「露鵬は以前は私の弟子、子供だったのだから、『大麻はやっていない』という言葉を信用するのは当然だ」とコメントした。同月6日、16代大嶽は露鵬・弁護士と共に部屋で会見後、年寄総会で「協会の検査はおかしい」「裁判で争います」と徹底抗戦の姿勢を見せた。翌7日には北の湖理事長を北の湖部屋に訪問して弟子の潔白を訴えている。しかし精密検査でも陽性の結果が出ており、所属する二所ノ関一門の臨時会合で親方衆は「とりあえず頭を一度冷やして、落ち着いて考えろ」「このままでは部屋の存続さえも危うくなる」などと16代大嶽を諫めた。同月8日、露鵬と白露山兄弟は相撲協会を解雇され、16代大嶽は監督責任を問われて委員から年寄に2階級降格となっている。

兄弟は解雇処分を不服として力士としての地位確認を求める訴訟を起こしており、16代大嶽は2009年（平成21年）8月・9月の公判に出廷して兄弟を庇う内容の証言を行った。「尿を出せば100％終わりと思い、部屋に帰そうとした。部屋に帰ったら、どうにかうまいことになるという考えもあった」ため、「オレたちクビですか」ときいたところ「クビにしないから尿を出してくれ」と言われたので検査に応じたところ、友綱理事が警視庁に通報して兄弟は連行された状況を「はめられたと思った」と振り返る内容のもので、16代大嶽が隠蔽を図っていたとも受け取れる。なお、兄弟の主張は認められず、訴えは棄却された。
2010年（平成22年）1月8日、二所ノ関一門が臨時会合を開いた。現職の17代放駒と10代二所ノ関、新たに立候補した13代鳴戸と貴乃花の4人のうちから同年2月の理事選の立候補者を3名に調整しようとしたが失敗し、貴乃花が二所一門を離脱しての出馬を表明。同月19日に再び行われた二所一門の一門会には27名の親方が出席、冒頭の多数決で「（貴乃花を支持する6親方は）退席すべきだ」とされ、16代大嶽は12代二子山・15代常盤山・19代音羽山・12代阿武松・18代間垣とともに一門を事実上の破門となった。この時に「（義父の）納谷幸喜氏（第48代横綱）も支持している」と話しており、当選ラインの10票まで集票の協力をし、貴乃花派以外の他の一門の親方に賛同を呼びかけた。そして同年2月1日には二所ノ関一門から1票、立浪一門から2票の造反票も得て、貴乃花が理事に初当選した。
翌2日の深夜、一門の重鎮である2代大島が落選する結果となった立浪一門から造反票を投じた5代安治川（元幕内・光法）に、会見場所として大嶽部屋を提供した。5代安治川より先に記者たちの前にあらわれ、相撲人生をかけて貴乃花に投票した5代安治川が相撲協会を退職する決意を固めていることについて「こういう形になったが、安治川親方が腹をくくってくれた。ありがたいとしかいいようがない。その気持ちしかない」と感謝の言葉を述べた。
後に貴闘力が2024年9月場所後に語ったところによると、貴闘力と貴乃花の縁は2010年の理事選に始まったことではなく、貴乃花の新弟子時代に世話係を頼まれた時から続く縁だという。

#### 賭博による解雇
2010年（平成22年）6月、一部の週刊誌で力士など関係者による野球賭博が発覚し、16代大嶽は警視庁による任意の事情聴取で賭博への関与を認めた。
同年6月27日に、一連の賭博問題を受けて設置された特別調査委員会から、除名もしくは解雇処分の勧告案が出された。翌日になって16代大嶽は日本相撲協会へ退職届を提出するも受理されず、6月29日の臨時理事会と評議員会で特別調査委員会からの勧告案が受け入れられた。これを踏まえて日本相撲協会では7月4日に臨時理事会を開催し、16代大嶽と大関の琴光喜が解雇処分となった。相撲協会は当初、野球賭博に関与したことを申告すれば厳重注意処分で済ませるとしていたものの、16代大嶽や琴光喜は発覚時点で関与を否定していたことや、二人の賭け金が他の力士に比べて多かったことなどが解雇理由となったとされている。部屋持ち親方の解雇処分は、2007年（平成19年）の15代時津風（時津風部屋力士暴行死事件）以来2人目、現役親方では16代山響以来3人目である。
角界への入門動機が賭博好きの父親から逃れるためで、当初は賭博嫌いだった貴闘力は、皮肉にも自身の賭博が原因で角界を去ることとなった。
解雇により、大嶽の名跡は12代二子山（15代大嶽）が継承した。大鵬に離縁を申し渡され、7月5日に大鵬の三女と離婚、養子縁組も解消したために本名が「鎌刈 忠茂」に戻った。

### 実業家・プロレスラーへの転身
2010年（平成22年）10月1日、貴闘力は江東区扇橋に焼肉店「焼肉本店ドラゴ」を開店した。ドラゴとは、イタリア語で龍を意味する。この命名者は弟弟子だった第65代横綱の貴乃花で、看板を揮毫して開店初日に店を訪れた。また、開店時に元幕内・駿傑を雇用するなど、引退力士の再就職支援も行っている。貴闘力は、現役時代より神戸牛を扱う地元・兵庫県の企業と懇意で、牛肉の仕入れ先を確保していたことから焼肉店経営者として成功した。それ以外にも「相撲＝がっつり、がっつり＝肉、肉＝牛肉、牛肉＝神戸、神戸＝貴闘力、貴闘力＝相撲」の連鎖が生み出す物語性、SNS映え、高原価率なども成功要因とされている。
その一方、相撲協会を解雇されて以降も貴闘力は賭博をやめられず、ギャンブル依存症と診断された（後述）。以降、患者として様々なフォーラムやシンポジウムに参加し、カジノ法案に反対する立場からメディアの取材にも応じている。
2013年（平成25年）1月19日、貴闘力は納谷家の家族とともに大鵬の臨終に立ち会った。大鵬は離縁後も貴闘力と三女を心配し「いつでも帰っておいで」と言っていたという。しかし、葬儀への参列は認められなかった。
2014年（平成26年）4月16日、リアルジャパン代々木競技場第二体育館大会でリングネームの「貴闘力」として参戦し、大仁田厚・矢口壹琅とプロレスデビュー戦を行い、勝利した。第三戦となる2015年（平成27年）1月12日のレジェンドプロレス後楽園ホール大会以来、プロレスの試合からは遠ざかっている。同年4月に初代タイガーマスク基金チャリティーパーティーの会見で「曙とやります。間違いなく」と発言していたが、対戦が実現することは無かった。
貴闘力は「本業（焼肉店経営）が忙しい。借金があるのではなくプロレスは『好き』でやっていた」という考えや、2017年には長男の納谷幸男がプロレスデビューしてからはリングから遠ざかっている。2020年1月、元番記者とイベントで会った折に「プロレスは引退というより、商売が忙しいし、条件が合えばまたやることもあるかもしれない」と話した。同年12月23日に東京ソラマチ8階ドームガーデンで行われた「大仁田厚 VS クロちゃん！クリスマス最終決戦！スカイツリー路上電流爆破プロレス！」(無観客試合)の第3試合では、経営する焼肉店内で選手たちの大暴れに乱入、店の外で長男の納谷幸男と合体攻撃を見せている。
2024年8月にはメディアの取材で、2025年春をオープンの目途に栃木県鹿沼市に「相撲ミュージアム」を建設する予定を示した。同年11月時点では、自身の相撲道場を建設中である鹿沼市で、健康管理を兼ねて蕎麦打ちの修業をしている。

## 日本相撲協会との確執

### 相撲協会退職後
2010年の相撲協会からの解雇を「様々な力にはめられたという思いがある。でも相撲が好きだから、更に混乱を招くような抗議はしなかった」と貴闘力は話していた。
しかし2017年10月、当時現役だった第70代横綱の日馬富士公平による貴ノ岩への傷害事件が発覚し、一代年寄・貴乃花と第69代横綱の白鵬の対立が報じられて以来、貴闘力はテレビ出演や雑誌インタビューなどで貴乃花を擁護する発言、相撲協会在籍時に持っていた不満などを発信するようになった。
2018年1月21日にフジテレビ系の『ワイドナショー』に出演し、中央大相撲部所属の次男と埼玉栄高相撲部所属の四男の角界入りを明言した。同年2月にアサ芸プラスのインタビューに応じ「本当のことは分からないが、私が知っている貴乃花親方は細かいことでグズグズ言い続ける男ではない。貴乃花親方が『白鵬の野郎』とか『アイツは嫌いだ』なんて発言したわけじゃないでしょう。二人の対立構図なんてマスコミが作り上げた虚像」と報道を完全否定した。
同年9月26日、貴乃花が相撲協会を退職することを表明すると、貴闘力は同日放送のTBS系の『あさチャン』に出演し、「昔から言ってるんだけど、国会議員でもやれよと。文部科学省に入れてもらって、外から改革するのも可能じゃないかと言ったら笑ってたけど」と貴乃花に政治家転身を勧めていたことを明かした。また日本テレビの『スッキリ』では、自身が野球賭博問題で解雇される際（2010年）に「お前、協会に不利益になることいったら、子どもが相撲取りになるんだから、ちゃんと静かにしとけよ」と圧力をかけられたと発言、「そんなことがあるって事なんだから、協会が貴乃花に言うっていうのは、日常茶飯事だってことです」と貴乃花への圧力があったと推測する発言を行った。貴乃花に9月場所初日ぐらいに「弟子を増やしたいから協力してくれ」と相談されており、貴闘力の次男と四男も「その２人もオレに預けろと、確実に強くするから」とスカウトを受けていたとも話している。同年10月には、貴乃花のイベント出演に同行している。
自身が経営する焼肉店を当初現役力士も利用するなど協会との関係は解雇から日の浅い頃はそれほど険悪ではなかったが、自身がYouTubeで角界の内情を暴露し続けた結果、協会も「貴闘力の店には出入りするな」と力士など協会員に通達するに至った。

### YouTuberとして
2020年9月25日に、YouTubeチャンネル「貴闘力部屋～相撲再生計画～」を開設。相撲界で昔あった不祥事や、力士の生活事情（恋愛や経済問題）などを配信。相撲界の裏側を小出しにして全てをクリアにしたうえで、そのうえで相撲界をどうしていくかを話し、相撲協会に無視されない勢力を持つことを目指すとしている。しかし、実際のチャンネル内での動画では、相撲協会執行部に対して問題を提起しながらも所々に問題発言も見られる。元若翔洋も貴闘力のことは嫌っていないとしつつも「元力士などが相変わらずデマばっかり言ってるね。本当にしょうもないね」と元力士YouTuber自体を批判している。

#### 大鵬
- 2020年9月26日にアップロードした動画中で「親方（大鵬）は中卒でほんの遊びのつもりでハワイから拳銃を何十丁も持って帰ってきた」と角界拳銃密輸事件を引き合いに出し「ピストルのほうが野球賭博よりもよっぽど悪い」と大鵬に言ったと発言している[71]。
- 2021年5月21日、元妻との結婚生活と現役時代からの大嶽部屋との関わりについて言及[72]。
  - 22歳か23歳の時に大鵬の三女と出会った。「お前は結婚する時には1m80cm以上で100kg以上ある女と結婚しろ!」と父親が言っており、大鵬の三女は丁度それくらいの体格であった。大鵬の所へ挨拶へ行くと推定20年物から30年物と見られるカビの生えたうるかを振舞われた。その後その場を立ち去る大鵬は貴闘力が結婚を切り出してもいない内から「コイツはお前にくれてやるから」「コイツは虎だからケンカするなよ」「手綱を締めて行かなきゃダメ」と三女を託したと主張している。
  - 一時期、大嶽部屋に居候していたのは、妻の愛情が重荷になったためで、そのことから安芸乃島から裏切り者扱いされ、他の人間からは金に困って大鵬部屋に居座っているのだと陰口を叩かれたとしている。それまで月20万円かかった家賃がタダになってもタクシーで清澄白河駅から中野新橋駅で稽古場まで往復すると交通費だけで月20万円かかり引っ越した意味が無いため電車で移動したという。
  - 脳梗塞の後遺症が残っている大鵬の代わりに新弟子の勧誘を行い、自らが稽古を付けたが、当時の部屋付き親方[73]は無責任であったため連れてきた弟子は皆いじめを受けてやめたと述べている。「二子山イズムを大鵬部屋で継承する」という考えから師匠に大鵬部屋への移籍をしたいと持ち掛けたが、「何考えてんだこの野郎！」と一蹴された（一身上の都合で相撲部屋を移籍するのは日本相撲協会の規則で認められない）。そこから相撲に対するやる気がなくなったが、大鵬部屋の部屋付き親方のような生活をしながら藤島部屋（二子山部屋）の力士として活動する「ねじれ生活」を約10年続けたと述べている[72]。
- 2023年8月26日、部屋持ち時代に大鵬が無理解だったと主張。料理人を1人部屋に雇ってちゃんこ番を任せたところ、「お前はコラ！修業をどう思ってるんだ！」と言われたという。また、部屋の力士に筋力トレーニングをさせたら大鵬は「相撲は筋力トレーニングをしたら弱くなる！」と頭から否定してきたと話している[21]。

#### 鳥取城北高校・石浦外喜義への酷評
- 2021年1月5日アップロードの動画では、相撲が嫌いな長男を「やる気を出したら北尾くらいになるかな」と鳥取城北高校相撲部監督の石浦外喜義に預けたら2ヶ月で逃げ帰ってきた件について話している。貴闘力は石浦に「（長男には）根性がないから」と言われたことを「だからお前に預けているんだろう！」と逆ギレし、長男を何度もスカウトに来た埼玉栄高校監督の山田道紀に引き比べるなどして「金目当て」などとこき下ろした[74][注釈 2][注釈 3]。
- 2023年5月20日、逸ノ城の現役終盤のアルコール依存症、暴力、協会行事の無断欠席などについて言及。「ハッキリ言って石浦監督だから常識を教えることはない」「『相撲が強ければよい』としか思っていない」と、高校時代の監督であった石浦の教育に責任があるとしている。また、逸ノ城の下地は石浦の大学時代の指導者であった田中英壽の教えを継いだものだとしており、現役時代の師匠の先代である22代湊の教えを継ぐ23代湊とは感覚が違っていたと指摘している。また、逸ノ城が帰化のために師匠の名字の「三浦」を使うように頼んだ時までは「仲悪かったら名前を使わせてもらえる訳がない」と仲が良かったことは明白であったと考察している。逸ノ城は年寄株取得まであと一歩であったとも証言している[75]。

#### 八百長告発
- 2021年8月21日、大相撲八百長問題の中心人物の1人となった春日錦が2014年に新聞取材に応じて八百長に関する証言を行った際の音声データを公開し、八百長告発を行っている。
  - 同年8月20日、春日錦が2020年頃に自殺したことを春日錦の姉を通じて知ったと明かした。自身の現役時代は8割から9割の関取が八百長に関与しており、1990年9月場所を14勝1敗で幕内優勝した北勝海はこの場所で5番から7番八百長をしていたと主張した。春日錦が八百長に関与していたことは現役当時耳に入っていたことで全て分かっていたが、この日の動画では「今考えたら可哀想だなという気持ちの方が強い」と同情を寄せていた。春日錦の姉は、春日錦は番付上位の力士に頼まれて八百長に関与していたに過ぎないにもかかわらず、八百長問題の黒幕に仕立て上げられてその罪を1人で背負ったとしている[76]。
  - 蒼国来の協会復帰に関して、貴闘力の顧問弁護士が訴訟を担当しており「大相撲に八百長は存在するか、存在するとしたら蒼国来が関与していたか」と聞いてきたと話している。貴闘力はやったとしても証拠がなかったら勝訴できるので何とか協会に復帰させてほしいと弁護士に懇願したと主張している[77]。
  - 千代白鵬は大相撲八百長問題で最初に八百長を認めた力士となったが、春日錦は音声データ中でその際に13代九重に「お前もやってたじゃねぇかこの野郎!」と反発し、13代九重は反論できなかったとしている[78]。
  - 音声データ中で春日錦は恵那司を八百長の仲介役に仕立て上げたのは皇司と燁司のコンビであり、彼らは恵那司を使うだけ使って自分達だけ逃げ切ったと非難している[78]。

#### ドーピングについての考え
- 自身の現役時代から現在に至るまで角界にはドーピングが存在しており、角界は一度もドーピング検査をしていないと、2024年9月の動画で批判している。自身の現役当時の藤島部屋に関しても、プロテインのステロイドが混入しているものを勧めてくるものがいたと証言している。その上で「俺の(現役時代の)体つき見たら分かるんだけど、やってないんだけど…」と自身はドーピングしていなかったと主張しつつも「やりたい!って気持ちは分かるよね」とドーピングの誘惑には一定の理解を示している。相撲協会がドーピング取り締まりを行うべき理由として貴闘力は「公益財団法人だから、青少年の為になることをやらないといけない」との立場を示している[79]。
  - 2024年11月場所終了直後、貴闘力は豊昇龍がこの場所からドーピングしていた可能性を示唆していた[80]。

#### 現役力士・元力士との関わり
- 同年6月1日にアップロードした動画中で「名前出したら本人が可哀想」と言いつつ、自らを頼ってきた幕下力士のことについて具体的に語っている。師匠に内緒でトレーニングセンターで待ち合わせて稽古をつけたら、2場所連続で6番勝って（2020年11月・2021年1月場所）十両も夢では無くなった。しかし、貴闘力と力士との関係を知った協会は力士を呼び出し、師匠は危機管理部長を降ろされ、以来、貴闘力のところに来られなくなったと話している。毎日朝8時に稽古をつけており、自分に指導を受けたからこうなった、強い力士が増えた方が面白いだろう、相談相手として自分を頼る若手の親方や力士は多いと貴闘力は話しているが、指導を受けた期間によっては相撲協会の新型コロナウイルス対応ガイドラインに抵触する可能性が存在する[81]。
- 同年7月30日に貴源治が大麻使用の判明により解雇された件について、8月31日にアップロードした動画中で「相撲協会が貴乃花の弟子を狙った」と臆測し、退職金無しであることについても苦言を呈した[注釈 4][82]。しかし、9月7日に元貴源治の書類送検と実際に大麻所持をしていたことが併せて報道された[83][84]。同月10日にアップロードした動画で元貴源治が出演して公式謝罪を行い、貴闘力は「（貴源治が大麻吸引を協会に）正直に言ってクビになりました」と話した。元貴源治の今後のために貴闘力が断髪式を手配し[85]、10月31日当日には留めバサミを入れた[86]。

#### 大嶽部屋への新弟子候補について
- 2022年3月22日の動画では、知人から紹介された獅司を「子どもが相撲取りになっているけど一緒に稽古する相手がいない」と17代大嶽に大嶽部屋への入門を頼んで「外国人はこりごり」と断られたと話している。2人の外国人力士が不祥事で辞めた責任は17代大嶽にあると同席の弟弟子が発言すると「オレが言うことが気持ち悪かった」「ハッキリ言って邪魔なわけだから」「ましてや相撲取りの親方と認めていないから」と17代大嶽をこき下ろし、自らが野球賭博で解雇され、大嶽部屋の運営への介入が不可能であることについては「ずっと反省しなきゃいけないことか？」と反発している[87]。
- 2023年1月28日、隠岐の海は元々自身が勧誘したが8代八角に横取りされて八角部屋に入門したと主張。また、高校時代に既に隠岐の海は腰の骨を骨折しており、その影響で大相撲の現役時代は満足に稽古できなかったと話している。ただ、貴闘力本人は「それでオレ結局クビになったんだけど、もし大嶽部屋に入ってたらそっちの方がよっぽど悲しいから、八角部屋に入って良かったのかな」と恨み言を言わない立場を示した。ある時貴闘力が「八角部屋の力士だから八百長をガンガンやる力士なのかな?」と他の力士に聞いてみたらその力士は「隠岐の海は八百長を一切やりません!」と答えたといい、貴闘力は隠岐の海の背中を見て北勝富士も一生懸命やるようになったと評している。軽重の差はあれど隠岐の海は貴闘力同様に大相撲野球賭博問題で処分を受けた力士であり、貴闘力は「ギャンブル好きなヤツは一生懸命にやる子が多いな」と思うところを語っている[88]。

#### その他
- 2021年5月22日、大相撲のガチンコでの幕内最高優勝回数1位は大鵬、2位は貴乃花と主張した。因みに大鵬が活躍していた昭和30年代から昭和40年代は相撲記者でも怪しい相撲を見ると「八百長だ!」と書き立てる気骨があったといい、貴闘力も「（大鵬は優勝）26～27回まではガチンコだった」と記者に伝えられたとのこと。同じ動画で北の富士にも触れており、不眠症での場所休場や角界拳銃密輸事件、本場所休場中にハワイへサーフィンに出掛けた事に触れ、親方時代の千代の富士との金銭トラブル疑惑について「金の問題はわからないね」と断りを入れつつも「良い人だし正直な人」と人柄を評価している[15]。
- 同年7月29日には現役時代に自腹で発注していた浴衣について語った。「トンボは後ろに下がらない」ため縁起が良い、浴衣は当時所属していた部屋の衆、二所ノ関一門の親方衆、同期生など合わせて最低でも100反配ったという。ある時ペプシコーラが後援会長だったのでその縁でペプシマンの絵柄が入った浴衣を製作しようとしたが「一発で却下！」。またある時は大鵬の名前が入った甚平を上下で作ったら「お前この野郎！大鵬をパンツにしてどうすんだ！馬鹿にすんな！そんなん二度と履くな！大鵬さんに失礼だろ！」と師匠の二子山に激怒された。「保守本流の出羽海系は地味な物が多かった」「新興部屋系は意外と派手な物」とその傾向についても話している[89]。
- 現役時代で元旭國の大島親方からその実子で当時現役であった旭照天國宏を「100万あげるから練習で毎日胸を出してくれ」と頼まれたことがある。貴闘力は旭國とは賭け麻雀仲間でもあった。結局賭博を行っていた当時の力士・親方の大半は大相撲野球賭博問題の際に角界を追放されなかった。結果的に切り捨てに遭った貴闘力でありその後大島親方とは二度と会わなかったが、生前大島親方が錦糸町で元気でパチンコを打っている姿を目撃したと人伝に聞いたといい、また貴闘力自身意外と大島親方に悪意を懐いてはいなかったとのこと。

### 家族関係に及ぼした影響
2019年6月30日放送のカンテレ『マルコポロリ』に出演時、2018年1月場所で初土俵を踏んだ三男のこともあり、元妻が貴闘力を制止するためメールを送ってきていたことを明かした。「余計なことをしゃべるなと。子供が迷惑するんだよって。子供が大事か、一般の人、どちらが大事なのかと。そんなこと言われても、相撲を愛している人はみんな聞きたい。それを伝言するのはおれの役目だと。それを言うている間に電話が切れた」と貴闘力は話している。
自ら野球賭博で相撲協会を解雇されたことは自覚しており、2020年にYouTubeチャンネルを開始するおりに角界入りした3人の息子たちとは縁を切ったという。同年11月29日にフジテレビ系『ワイドナショー』に出演、MCに「(息子に)アドバイスはしないのか」と聞かれ、「部屋に来るなと言われている」「今の親方の顔もある」と複雑な心中を語った。
2021年6月18日にアップロードした動画中で長男と対談しており、角界入りした3人の息子が口をきいてくれない状況であることを明かした。貴闘力の長男は同月発売の週刊文春のインタビューに応じ、父親はプロレスのことには口の出しようがないが、相撲だと「あそこああしてれば勝ってたのに」など文句も出てしまうところがあること、またYouTubeチャンネルの内容から「弟たちも仲良くしづらいと思います」と話している。
息子達が角界入りした後も大相撲報道においてはタブー扱いされている節があり、角界入りした息子達は「貴闘力の息子」ではなく「大鵬の孫」と書かれることが殆ど。

## ギャンブル依存症
現役時代からギャンブルにのめりこみ、引退後も収入を種銭としそのために借金をする生活を続けていた。相撲協会を解雇された後に依存症と診断され、公益社団法人ギャンブル依存症問題を考える会 やNPO法人依存学推進協議会などのフォーラム・シンポジウム にギャンブル依存症患者として参加しているほか、各地で依存症カウンセラーとして講演活動も行っている。

### 依存症となった現役時代
- 自らの生育環境を、貴闘力は「ガラが悪い」と話している（中学生にして刺青を入れている子が沢山いたほどである[21]）。貴闘力が小学生だった頃に父が暴力団を破門になったことで一家は夜逃げ同然で山口県に転居した。父は暴力団に在籍していた経験があったため働く場所もなく、母と当時中学3年生であった姉が働いて8人きょうだいの家計を支えた[98]。家には一切お金を入れない父親に対する嫌悪で相撲部屋に入り、当初は「自分は絶対ギャンブルしないで、しっかりコツコツお金貯めたろ！」という気持ちは持っていた[9]。
- しかし、力士たちは娯楽として公営ギャンブルや麻雀などをしている者が多かった。貴闘力が賭博にのめりこむきっかけは、現役時代に兄弟子に「お駄賃をやるから、馬券を買ってこい」と頼まれ、その駄賃で自身も馬券を購入したことだという。大勝ちし、5000円が40万円以上の大金となった経験が忘れられない高揚感となったという[20][99]。
- その後、稽古と食事以外は競馬・麻雀などで過ごすようになり、朝稽古を終えて身体を休めることもせずに公営ギャンブル場に通い続け、給料や懸賞金の全てを注ぎ込んだ[100]。手元にお金があるときはあまりいい成績を残せず、手元にお金が無くなると他にすることがないため相撲に打ち込んで強くなる繰り返しであった。しかし、いい成績が三賞の賞金や良い給金となるとそれを賭博の種銭にしてしまったという[9]。
- 貴闘力が関取になった当時、関取衆や親方衆が大勢集まって数百万円単位の賭け金の花札賭博を行っていたといい、貴闘力も誘われた。後に賭博問題で解雇を待つばかりであった頃、貴闘力は大島親方(元大関・旭國)に「アンタだってやっていたでしょう!?」と指摘したが、大島親方は「時代が違うんだ!この野郎」と開き直った[15]。
- 賭博のために借金をするようになると、借金が段々増えていった。25歳のとき(1993年)に大鵬の三女と結婚することになったが、交際が分かった直後から大鵬は「博打好きだぞ」「博打は身を滅ぼすぞ」と貴闘力のギャンブル癖を心配していた[101]。大鵬から借金の額を聞かれ「親の分も含め1億円」と答え、結婚を機に5年で精算した[63]。大鵬が保証人になって、銀行からお金を借り、月々で返済したという[9]。
- 義父であった大鵬に「頼むからギャンブルはやめてくれないか」と言われ、1年ほどギャンブルをしていなかった。しかし、禁断症状で不眠症、幻視などに悩まされ、「ちょっとぐらいいいじゃん」と誘われて[9] 30歳くらいの頃(1997年頃)に再び賭博に手を染めた。大鵬に一度誓ってギャンブルをやめていたため、隠れて借金をして公営ギャンブルをしていたという。1997年6月のオーストラリア公演のときにはカジノで5500万円勝ったことで、さらに熱中して総額で5億円負けたという[102]。

### 大関・琴光喜名義での野球賭博
- 2010年2月の相撲協会理事選に出馬する貴乃花には「ギャンブルだけはやめてくれ」「違法なギャンブルとか、そういうは絶対にやめてくれよ」「絶対、足元すくわれるから、絶対やめろよ」と言われていた[103]。しかし、同年5月19日発売の「週刊新潮」に大関・琴光喜が野球賭博をしており、暴力団関係者と金銭トラブルを起こしているという内容の記事が掲載された[104]。記事では、16代大嶽も野球賭博に関与しているとされていた。
  - 当初は協会の聴取に対し「やっていない。知らない」と否定していた。しかし、2010年6月17日に関与を認め、大嶽部屋で記者会見を行った[105]。16代時津風とともに相撲協会に賭博への関与を認める上申書を提出していたが、力士を指導する立場である師匠による行為から、一部理事からは時津風部屋と大嶽部屋の部屋閉鎖を含めた厳しい処分を求める意見も出た[106]。
  - 同月21日の報道によると、2009年に琴光喜は野球賭博での勝ち金500万円を請求したところ、仲介役の元力士に脅迫され、賭博行為の口止め料として約350万円を脅し取られた。2010年に入ってからも元力士たちは複数回にわたって計1億数千万円を要求したため、琴光喜は16代大嶽と16代時津風に相談していた。同年3月場所中に大阪市内で行われた交渉に16代大嶽は同席していたことが分かっている[107]。
  - 賭博で負けて2000万～3000万円の借金を抱えて返済に困り、琴光喜が一部を肩代わりしていたことが判明し、同月27日の日本相撲協会の特別調査委員会（座長・伊藤滋早大特命教授）に報告された[108]。同委員会は当初の虚偽説明を重視、悪質性が高いとして、琴光喜などより重い解雇以上の懲戒処分とするよう協会に求めることを決定[109]。同月28日までの同委員会の調査に対し「琴光喜関からの借金を原資に野球賭博を行った」と話したことが報じられた[110]。
  - 同日、テレビ朝日系「スーパーモーニング」に出演。同年5月に発覚した大相撲野球賭博問題に関して、琴光喜が当初関与を否定したのは自身を庇ったためであるとして「なんとか琴光喜を助けてもらいたい」と涙ながらに訴えた[111]。
  - 同月30日、16代大嶽は警察の調べに対し「3年前、既に野球賭博を始めていた琴光喜関に頼み、賭博に参加し始めた」と話し、以降は琴光喜を通じて賭け事をしていたと説明していることが分かった[112]。
  - 7月3日に琴光喜は読売新聞の取材に応じ、5月27日の協会理事会で偽証したことを「家族に危害が及ぶのが怖かった。自分が野球賭博を認めることで、一緒に賭博をしていた仲間の力士の関与が明らかになるのはまずいと思い、かばいたい気持ちがあった」と話している。16代大嶽の賭博の金を肩代わりした理由については「仲介役の床山と大嶽親方は顔なじみではないので、自分が間に入ることにした」「(恐喝の)相手は、大嶽親方が賭けていた実態を知らずに私を脅してきたと思う」「350万円を払ってすべてが収まればと思い、支払った。(警察には)自分の賭博があったので相談できなかった」と説明している[113]。
  - 同日、母校である神戸市立兵庫大開小学校は2005年に後援会から寄贈を受けた16代大嶽の優勝額を体育館から撤去し、返還した[114]。6月28日から白い布をかけて隠しており、後援会側から引き取りたいと申し出があったため、市教育委と協議の上決まったという。「法に触れる行為があったのなら教育現場にはそぐわない」と校長は話した[115]。
- 同年7月4日、相撲協会を退職金なしで解雇された[20][116]。周囲にも「だから言ったのに」と言われ、大鵬からは「お前、さんざん言ったのに、俺がさんざん助け舟出して、さんざん助けてやったのに、もうあかん」と離縁を申し渡された。一銭もなくなったときに地元の人物が1000万円貸してくれたが、それもギャンブルで使い果たしたという[103]。
- 同年9月には二宮清純のインタビューに応じ、自身が残っていたら、同年2月の理事選で初当選した貴乃花に迷惑をかけるかも知れず、伝説の横綱であった義父(大鵬)の顔にさらに泥を塗っていたかも知れないと話す一方、自分を庇って琴光喜が解雇になったことは「フェアじゃない」と訴えた。
  - 元琴光喜を通じて賭博をした[117]のは、全て口頭であるため「足がつかない」からであるという。反社会的勢力が野球賭博の胴元であることについては「どうでもいい」「別に身内同士で楽しくやって、おカネだけちゃんとくれるんであれば」と言い切っている。
  - 琴光喜恐喝事件については、元琴光喜ひとりから1億円取ろうとしたというより、番付が一番上だったため代表で脅された可能性があると推測している。同年3月に脅されていたことを警察に相談したら裏目に出た、と説明している[118][119]。
- 元妻であった大鵬の三女によると、元夫の「4人とも力士にする」という絶対的な方針のもとに息子たちは相撲を始めており、2004年に隠居の身となった大鵬は孫が後継者となることを夢見て大嶽部屋の改装を始めていた[120]。元夫が相撲協会を解雇となったとき、大鵬は「お前は何も悪くない。堂々としてなさい」と言ってくれたという[101]。元夫の賭博での借金の保証人になってくれた父親を裏切ったという申し訳ない思いから離れて住むようになり、報道陣が張り込んでいない深夜から早朝に運転代行のアルバイトをしていた。インタビュー当時(2018年)においても息子たちの相撲を応援にいくためと貯金のために、週3回、鶏肉店で焼き鳥の串刺し作業のアルバイトを続けている[14]。
- 長男は中学3年から高校1年にかけての時期で、報道が出る前に家の前にマスコミが張り込むようになったため「あ、悪いことが起きたな」と気づいた。当時、野球賭博のことは知らなかったが、父親が自分のお年玉まで使って四六時中ギャンブルをやっていたことや家の金を使い込んで母親が苦労していることなどは知っており、長男はギャンブルは絶対にやらないと決めているという。また、気分屋である父親のような失敗はしたくないと話している[95]。
- 4人の息子たちの名前には大鵬の本名からとった「幸」の字が入っており、大鵬は孫たちを溺愛していた。長男に厳しく相撲の指導をしていた貴闘力とは違い、「そんな風にさせなくていいから。好きなことをさせればいい」と常々言っていたという、自分の意志で長男はプロレスラーの道に、次男・三男・四男は相撲の道に進んでいる[101]。親権は元妻が持っていたため、大鵬との交流は続き「中学卒業後に入門すれば、再び若貴ブームのような状況が起こる」とずっと楽しみにしていたという。大鵬は2011年に大嶽部屋の建物を5億円の工事費用を全額負担して新築し、2013年1月に逝去した[121]。

### ギャンブル依存症と診断後
- 2013年には焼肉店の税金支払いを滞納、一時は社員の給料を払えなくなった。本人には全く自覚はなかったが、医療機関で受診すると20問のチェック項目全てに該当し、完全なギャンブル依存症と診断された[122]。以来、依存症者を対象とした自助グループに通うなどして脱却する努力をしており、2015年11月28日に行われたシンポジウムで「私には、あんなに優しい大鵬親方がいた。年寄株売ればなんとかなる。そうした最後には何とかなると甘えの気持ちがあったのだと思う」としている[51]。しかし同年12月に行われたシンポジウムでは「ギャンブルをやりたくてソワソワする」と話しつつ、「俺はギャンブル依存症じゃない。精神力で何とかなる」と言い切っている[7]。
- 2016年2月8日放送のテレビ朝日「しくじり先生 俺みたいになるな！！ 2時間スペシャル」に出演[123]し、公営ギャンブル・カジノ・野球賭博などにのめりこみ相撲協会を解雇された経緯[124]や、焼肉屋を経営するようになってからも売上金を使い込んで知人や銀行に頭を下げることになったことから1年半ほどギャンブル断ちをしていることを話している[20][125]。
- 同年2月17日のインタビューでは「その分の時間をもうちょっと稽古してればよかったですよ。今でも相撲を見るし、誰よりも相撲を愛している。ギャンブルにうつつを抜かしたから、神様がクビにしたんだなって、外の世界に出て初めてわかった」「日本にカジノを造ってほしくない」と発言している[126]。
- 2017年3月に、厚生労働省による普及啓発事業の一環として東京都内で開催された「依存症への理解を深めるシンポジウム」に参加した。パネルディスカッションの檀上で「正直２年間はギャンブルをやっていなかった」とした上で、近年ロシアで焼肉店を開店する関係でパスポートを再取得したことから「悪友に韓国へ連れて行かれ、自分は金を持ってないのにカジノで『ちょっとやってみな』と100万円を手渡されてやったら1000万円になった。ほんの2ヶ月前のことです」と再び賭博に手を染めたことを明かした。1000万円はすぐにゼロになり、カジノへの2回の出入りが20回の出入りとして後援者の耳に届いて厳しい叱責を受けたという。これに対し、司会の松本俊彦(国立精神・神経医療研究センター 精神保健研究所 薬物依存研究部 部長)[127] が「依存症は再発も含めてが治療経過です」と話しだすと、頭上を見上げて神妙な表情でその言葉に聞き入った[128]。
- 2018年6月18日放送の日本テレビ系「ダウンタウンDX」に出演、MCの浜田雅功の「もう(ギャンブルは)やってない？」という質問に対し、ギャンブルはやってます。（競馬の）G1をちょこっと。あと月イチ、海外でちょこっと」と答えている[129]。
- 2022年11月22日時点では違法賭博は現在に至るまで行っていないとしつつも、「D王GRAND　PRIX　2022」で初出場初制覇を目指す長男にブラックジャックによる勝負運向上の特訓を施した[130]。
- 2024年7月30日放送分の『ザ!世界仰天ニュース』では、ギャンブルにはまった過去についてのVTRが流された[131]。

## エピソード

### 取組関連
- 初土俵以来、一日も休むことなく現役を勤めた。貴闘力はこれを「優勝より誇りに思う」と述べている。
- 力士としては小柄だが、古い書籍を読み漁って過去の名力士の逸話を参考にするなど、熱心な研究でこれを補った。廻しを取られないようにするために塩水を吹きかけて特にきつく締めていたが、こうした廻し姿は力士の大型化に伴い、緩く締める力士が増えていた時代にあって評価された。付き人を背負ってのすり足や、ゴムチューブを利用した筋力トレーニング（プロレス好きの影響）など、独特の稽古でアイデアマンとしても知られた。
- 1970年代後半までは制限時間前でも立つ力士が多く、貴闘力による時間前の仕切りでも気合十分、「いつでも立つぞ」と言わんばかりの構えは、仕切りの本来の姿に近いとされた。実際に時間前で立つことも多く、そうした取組では相手力士との激しい攻防を展開して土俵を沸かせた。
- 回転の良い突き押しの相撲内容は見応え十分で、しばしば繰り出す強烈な張り手と共に、相手力士との応酬も名物とされた。1990年（平成2年）7月場所の大翔山戦での合計36発の張り手合戦、1991年（平成3年）7月場所の琴椿戦での壮絶な突っ張り合戦は現在でも語り草となっている。貴闘力の敢闘賞受賞回数10回がその相撲ぶりを示している[1]。
- 幕内での珍しい決まり手としては二丁投げがあり、貴闘力はこの決まり手で3勝している。1991年（平成3年）5月場所2日目には、当時大関の霧島に対して鮮やかな二丁投げが決まり、殊勲の星を挙げた。
- 神戸と共に地元といえる福岡での11月場所に弱く、1992年（平成4年）から現役最後となった2001年（平成13年）まで10年連続で負け越した。特に1996年は同年7月に10勝、9月に11勝を挙げて大関昇進のチャンスだったが、場所中に尿管結石で入院するアクシデントもあり、結局6勝9敗に終わって大関昇進は叶わなかった。逆に名古屋場所は相性が良く活躍する事が多かった。特に94年～98年は5年連続で金星か三賞を獲得していた。
- 横綱・曙に対して相性が良く、通算15勝（28敗、ほかに決定戦1敗）を挙げ、7個の金星を獲得している。これは高見山（対輪島戦）と並び、一人の横綱から獲得した金星数の最多タイ記録である。「優勝するのはうちの横綱。オレは曙を倒すのが仕事」と公言したことがある。逆に曙からすれば天敵と言える相手で、翌日の相手が貴闘力だと決まると「どちらが横綱かわからない」と言われるほどの気落ち・気負いぶりで、取り組みでも貴闘力の軽い叩きやいなしに対し、曙があっさり土俵を這うというパターンが目立った。「『曙の立合い、最初の両手突きさえ外せば怖くない』ということを全幕内力士に証明したのが、貴闘力最大の功績」（小坂秀二）の評さえある。しかし幕尻優勝した2000年3月場所では14日目で曙に敗れた。
  - 貴闘力は曙の死去の際、横綱に上がるまでの頃の曙にはほぼ完封されていたと振り返っており、膝も悪くなる前で腰が下りる相撲を取れており、バスケットボールの経験もあって動きも良かったと証言している[132]。曙が横綱に上がったころに、何とかしなければいけないと対策を練り、突きの間の感覚を自分の感覚にしてから勝てるようになった。曙に手の内を明かすまいと、稽古場で曙と相撲を取る際は常に前に出ることしかしなかった。曙には「曙がいてくれたからやっぱ、俺も引き立っただけであってね…」とある種の感謝を述べている[132]。
- 一方で武蔵丸には通算8勝37敗と大きく負け越しており、金星はない。曙を毎場所の様に苦しめながら武蔵丸には歯が立たず、合口の面白さの実例とまで言われた。若乃花、貴乃花とは同部屋で対戦が組まれなかったこともあり、曙以外からの金星は2個と少ない。大関昇進を期待されたこともあったが、武蔵丸やライバル・琴錦などに分が悪く、取りこぼしも多かったため果たせなかった。
- 曙や武蔵丸との対戦では仕切の際に相手を挑発し、態度が汚いと評されることもあった。天覧相撲の曙戦で待ったを繰り返し、睨み合いを演じて、説明に窮して面目を失った二子山理事長から叱責を受けたのはその好例である。この一件は後に、「待った」に制裁金が導入されるきっかけの一つともなった。

### 取組以外の相撲関連
- 2020年初場所中、2000年春場所の幕尻優勝経験者として当時を振り返りながら「德勝龍は一生懸命やっている。だからファンも記者も震えるでしょう、おぉ！って。こういう一世一代の勝負を見ていると楽しい。緊張しないわけがない。どっちが勝つかわからないけれど、德勝龍が勝って（優勝して）もうれしいし、正代が優勝してもうれしいよ」とエールを送った。この場所で德勝龍は貴闘力以来20年ぶりの幕尻優勝を果たしている[133]。
- 貴闘力の現役当時、所属部屋は東関部屋に出稽古に行く関係であり、私生活では曙の通っていた治療院にも同行する仲であった[132]。一方、曙とは巡業の土俵で膝が当たったなどの些細な理由で、殴り合いの喧嘩もしたことがあるという[132]。

### プロレスとの関わり
- プロレスを好きになったきっかけは、現役時代の巡業中にテリー・ファンクと軽くプロレスの真似事をやったことであるという。冗談でテリーが「今夜からメーンでできる」と評した。またカール・ゴッチが二子山部屋の稽古場を見学に来ていた際に根掘り葉掘り聞かれたために四股を教えたところ、「教えてくれたから、オレのプロレス技を全部教えてやる」と感謝されたという。後年、「教えてもらえば良かったな」と本人がインタビューで話している。
- プロレスを短期間で引退したことについては、プロレスを借金を返すためにやっているわけではないこと、経営者として多忙であることの他に、「毎日練習はしている。ただ、先生が総合の練習ばかりさせるんだ。蹴りとかタックルとか。『親方に求められているのは迫力。蹴りもパンチも真剣にやらないとダメ』って。オレは総合をするわけじゃないのに」とトレーナーを務めた佐山聡との意見が相違していたことを明かしている[57]。

### 琴富士との関わり
- 日本相撲協会退職後の琴富士の援助をしていた時期があり、琴富士はTBS系『爆報! THE フライデー』の2019年2月8日放送分に出演し経緯を話した。
  - 同年3月22日放送の同番組で、番組がセッティングする形で琴富士と貴闘力は対面している。かつて貴闘力の経営する焼肉店の中国進出の折に、店長として上海に渡った後、店から貴闘力が手を引いたため琴富士は上海に置き去りのかたちになった。2014年に偽装結婚で逮捕された[134] 後、国内を転々としてきた琴富士が発達障害児の療育の仕事で人生をやり直す[135] 前にわだかまりを払拭したいと望んだため、貴闘力は当時の事情を説明している[136][137]。

### 健康問題
- 2018年5月23日放送の医療バラエティー番組『名医のTHE太鼓判!』(TBS系)に出演。
  - 番組の事前検査で、糖分の摂りすぎによるとみられる脳梗塞の症状のひとつである「ラクナ梗塞」が見つかり、医師から「余命8年」の診断を受けた。脳の細い動脈が高血圧で痛めつけられ、次第に詰まって脳の深い部分に小さな梗塞ができるもので、”隠れ脳梗塞”と言われ治療が遅れることもある病型であるという。このラクナ梗塞について貴闘力は「たまに意識がなくなる、予兆はあった」と話している。また心臓の冠動脈にに4カ所、石灰化がみられたことも指摘されると、「2回ぐらい、ううっって（心臓が苦しく）なったことがある」と明かしていた[138][139]。
  - 貴闘力は引退後に胃袋の4分の3を切除する縮小手術を受けて40kgのダイエットに成功したが、番組では1日の暴飲暴食ぶりも紹介された。起床後はサイダーと小さな饅頭、14時には回転寿司店でコーラ・茶わん蒸し・卵焼き・寿司7品・デザート5品を食べた後、16時に自身が経営する焼肉店で出す肉の試食としてモモステーキ200グラム・カイノミ200グラム、また接客の合間にはたい焼きを食べていた。
  - すでに高血圧の治療をしており、医師からは「甘い物の過剰摂取は高血圧のリスク」との指摘が入るも、「知ってたけど。どうせいいや。生きていてもしょうがない」と答えていた[140]。

### その他
- 当時の人気番組『カルトQ』大相撲がテーマの回には出場を希望し、実際に筆記予選ではトップクラスの成績だったが、「現役力士にはご遠慮願いたい」とやんわりと出場を断られたという。
- 2019年11月、相撲協会退職後の貴乃花に地方のイベントの仕事を紹介したが断られ、没交渉となっていると報じられた。貴闘力のマネージャーはトラブルを否定、貴乃花の所属事務所はマスコミの質問に答えなかった[141]。
- 2020年1月14日に東京ドームで開催された「ふるさと祭り東京2020―日本のまつり・故郷の味―」の名物企画『全国ご当地どんぶり選手権』に、出身地の兵庫県代表で「焼肉ドラゴ」として出店した[59]。
- 2021年1月8日放送のTBS系『グッとラック！』に出演。同日よりの2回目の緊急事態宣言[142]について、経営する焼肉店では時短要請を受け入れるとしながらも「国会議員なんか、商売やったことねえからわからないんだ、こいつら」と怒りをにじませた。「10時(閉店)で売り上げが半分。8時になったらその半分の半分になる」「国からお金(協力金)をいただけるのはありがたいけど、10万円の家賃の飲食店もあれば、200万、300万円の家賃も、両方あるわけ。それが一律一緒っていうのは誰が見てもおかしい」と飲食業者の死活問題であることを訴えている[143]。
- 力士とギャル曽根が共に参加する大食い番組については、ギャル曽根を勝たせる内容の筋書きが存在するやらせであると主張している。明瀬山が出演した際は、真剣勝負ならギャル曽根ではなく明瀬山が勝っていたとしている。ただし貴闘力は、ギャル曽根の大食いの実力自体を否定していない[144]。
- 父親の口癖である「父ちゃんはな!」は貴闘力本人にもうつり、自身の子供が小さかった時によく使っていた[15]。

## 主な成績

### 主な成績
- 通算成績：754勝703敗 勝率.518
- 幕内成績：505勝500敗 勝率.502
- 通算連続出場：1456回
- 幕内連続出場：1005回
- 現役在位：118場所
- 幕内在位：67場所
- 三役在位：26場所（関脇15場所、小結11場所）

### 各段優勝
- 幕内最高優勝：1回（2000年3月場所）
- 幕下優勝：1回（1989年7月場所）

### 三賞・金星
- 三賞：14回
  - 殊勲賞：3回（1991年3月場所、1997年7月場所、2000年3月場所）
  - 敢闘賞：10回（1990年9月場所、1991年5月場所、1991年7月場所、1994年3月場所、1994年5月場所、1994年7月場所、1996年1月場所、1996年7月場所、1996年9月場所、2000年3月場所）※同賞の最多受賞記録[1]
  - 技能賞：1回（1993年5月場所）
- 金星：9個（大乃国1個、旭富士1個、曙7個）
- 対横綱戦成績：16勝32敗（千代の富士1勝1敗、北勝海0勝3敗、大乃国2勝1敗、旭富士2勝2敗、曙11勝21敗、武蔵丸0勝4敗）
- 対大関戦成績：18勝50敗（小錦5勝9敗、霧島4勝7敗、曙1勝1敗、貴ノ浪0勝1敗*、武蔵丸7勝24敗、千代大海1勝4敗、出島0勝4敗、雅山0勝1敗。同部屋の貴ノ浪への1敗は1994年3月場所の優勝決定戦でのもの）

### 場所別成績
| | 一月場所 初場所（東京） | 三月場所 春場所（大阪） | 五月場所 夏場所（東京） | 七月場所 名古屋場所（愛知） | 九月場所 秋場所（東京）  | 十一月場所 九州場所（福岡） |
| --- | ----------------------- | ----------------------- | ----------------------- | --------------------------- | ------------------------ | --------------------------- |
| 1983年 （昭和58年） | x                       | （前相撲）              | 東序ノ口33枚目 6–1      | 西序二段103枚目 4–3         | 東序二段78枚目 3–4       | 東序二段90枚目 3–4          |
| 1984年 （昭和59年） | 東序二段92枚目 6–1      | 東序二段18枚目 2–5      | 東序二段44枚目 1–6      | 東序二段74枚目 4–3          | 西序二段64枚目 6–1       | 西三段目99枚目 6–1          |
| 1985年 （昭和60年） | 西三段目50枚目 2–5      | 西三段目82枚目 6–1      | 西三段目38枚目 5–2      | 東三段目11枚目 2–5          | 東三段目39枚目 5–2       | 西三段目8枚目 5–2           |
| 1986年 （昭和61年） | 東幕下43枚目 3–4        | 西幕下57枚目 3–4        | 東三段目10枚目 5–2      | 西幕下44枚目 2–5            | 東三段目14枚目 3–4       | 西三段目22枚目 2–5          |
| 1987年 （昭和62年） | 西三段目52枚目 6–1      | 西三段目5枚目 5–2       | 東幕下45枚目 3–4        | 西幕下56枚目 5–2            | 東幕下35枚目 3–4         | 西幕下43枚目 5–2            |
| 1988年 （昭和63年） | 西幕下25枚目 3–4        | 西幕下33枚目 4–3        | 西幕下27枚目 3–4        | 西幕下37枚目 6–1            | 東幕下17枚目 4–3         | 東幕下11枚目 4–3            |
| 1989年 （平成元年） | 東幕下8枚目 5–2         | 東幕下5枚目 6–1         | 西十両13枚目 6–9        | 西幕下2枚目 優勝 7–0        | 東十両10枚目 7–8         | 東十両12枚目 8–7            |
| 1990年 （平成2年） | 西十両8枚目 11–4        | 東十両3枚目 8–7         | 西十両筆頭 9–6          | 東十両筆頭 10–5             | 東前頭13枚目 11–4 敢     | 西前頭2枚目 5–10 ★          |
| 1991年 （平成3年） | 東前頭8枚目 9–6         | 西前頭筆頭 9–6 殊★      | 西小結 9–6 敢           | 西関脇 9–6 敢               | 東関脇 8–7               | 東関脇 8–7                  |
| 1992年 （平成4年） | 西関脇 7–8              | 東前頭2枚目 6–9         | 東前頭5枚目 6–9         | 東前頭8枚目 9–6             | 東前頭2枚目 10–5         | 西張出小結 5–10             |
| 1993年 （平成5年） | 西前頭5枚目 5–10        | 東前頭12枚目 9–6        | 西前頭6枚目 11–4 技     | 東小結 8–7                  | 東小結 7–8               | 東前頭筆頭 5–10             |
| 1994年 （平成6年） | 東前頭7枚目 6–9         | 東前頭12枚目 12–3 敢    | 西前頭筆頭 9–6 敢★      | 西小結2 10–5 敢             | 西関脇 8–7               | 西関脇 6–9                  |
| 1995年 （平成7年） | 西前頭筆頭 7–8 ★        | 東前頭2枚目 8–7         | 東小結 5–10             | 西前頭3枚目 9–6 ★           | 東前頭筆頭 8–7           | 西小結 7–8                  |
| 1996年 （平成8年） | 東前頭筆頭 12–3 敢★     | 西関脇2 8–7             | 西関脇2 7–8             | 西小結 10–5 敢              | 西関脇 11–4 敢           | 東関脇 6–9                  |
| 1997年 （平成9年） | 西前頭筆頭 11–4         | 西関脇 7–8              | 西小結 6–9              | 西前頭筆頭 11–4 殊★         | 西関脇2 9–6              | 西関脇2 6–9                 |
| 1998年 （平成10年） | 東前頭筆頭 5–10         | 西前頭4枚目 7–8 ★       | 東前頭5枚目 9–6         | 西前頭筆頭 10–5 ★           | 西関脇 8–7               | 西関脇 5–10                 |
| 1999年 （平成11年） | 東前頭2枚目 8–7         | 東前頭筆頭 8–7          | 西小結 5–10             | 東前頭3枚目 4–11            | 東前頭7枚目 9–6          | 東前頭2枚目 2–13            |
| 2000年 （平成12年） | 東前頭10枚目 6–9        | 東前頭14枚目 13–2 敢殊  | 西小結2 2–13            | 西前頭8枚目 9–6             | 東前頭4枚目 6–9          | 東前頭5枚目 4–11            |
| 2001年 （平成13年） | 東前頭12枚目 8–7        | 西前頭9枚目 5–10        | 西前頭14枚目 5–10       | 西十両2枚目 9–6             | 東前頭14枚目 6–9         | 東十両筆頭 7–8              |
| 2002年 （平成14年） | 東十両2枚目 9–6         | 西前頭14枚目 6–9        | 東十両筆頭 4–11         | 東十両7枚目 5–10            | 西十両11枚目 引退 3–10–0 | x                           |
| 各欄の数字は、「勝ち-負け-休場」を示す。 優勝 引退 休場 十両 幕下 三賞：敢=敢闘賞、殊=殊勲賞、技=技能賞 その他：★=金星 番付階級：幕内 - 十両 - 幕下 - 三段目 - 序二段 - 序ノ口 幕内序列：横綱 - 大関 - 関脇 - 小結 - 前頭（「#数字」は各位内の序列） |                         |                         |                         |                             |                          |                             |

### 幕内対戦成績
| 力士名   | 勝数 | 負数 | 力士名   | 勝数  | 負数 | 力士名     | 勝数  | 負数 | 力士名   | 勝数 | 負数 |
| -------- | ---- | ---- | -------- | ----- | ---- | ---------- | ----- | ---- | -------- | ---- | ---- |
| 蒼樹山   | 12   | 4    | 安芸ノ州 | 1     | 0    | 曙         | 15    | 28*  | 朝青龍   | 0    | 1    |
| 朝乃翔   | 3    | 4    | 朝乃若   | 10    | 6    | 旭富士     | 2     | 2    | 旭豊     | 8    | 6    |
| 安美錦   | 4    | 1    | 板井     | 2     | 1    | 恵那櫻     | 2     | 1    | 大碇     | 1    | 1    |
| 巨砲     | 1    | 2    | 大乃国   | 2     | 1    | 小城錦     | 15(1) | 5    | 小城ノ花 | 4    | 4    |
| 魁皇     | 11   | 21   | 海鵬     | 4     | 3    | 春日富士   | 8     | 2    | 巌雄     | 6    | 2    |
| 北勝鬨   | 6    | 4    | 北桜     | 0     | 1    | 旭豪山     | 0     | 1    | 旭鷲山   | 13   | 5    |
| 旭天鵬   | 3    | 4    | 旭道山   | 8     | 3    | 鬼雷砲     | 4     | 1    | 霧島     | 10   | 10   |
| 起利錦   | 4    | 1    | 金開山   | 1     | 1    | 久島海     | 5     | 6    | 剣晃     | 9    | 8    |
| 五城楼   | 1    | 0    | 琴稲妻   | 11    | 6    | 琴ヶ梅     | 4     | 2    | 琴椿     | 4    | 2    |
| 琴錦     | 18   | 28   | 琴ノ若   | 20    | 19   | 琴富士     | 7     | 6    | 琴別府   | 5    | 3    |
| 琴龍     | 4    | 5    | 小錦     | 12    | 12   | 逆鉾       | 4     | 1    | 敷島     | 3    | 3    |
| 十文字   | 0    | 2    | 大至     | 5     | 2    | 太寿山     | 2     | 0    | 大翔鳳   | 5    | 8    |
| 大翔山   | 7    | 5    | 大善     | 7     | 7    | 孝乃富士   | 1     | 0    | 隆乃若   | 1    | 1    |
| 高見盛   | 1    | 1    | 隆三杉   | 3     | 1    | 多賀竜     | 2     | 0    | 立洸     | 2    | 0    |
| 玉海力   | 2    | 0    | 玉春日   | 7     | 16   | 玉乃島     | 0     | 2    | 玉力道   | 1    | 0    |
| 千代大海 | 1    | 10   | 千代天山 | 1     | 8    | 千代の富士 | 1     | 1    | 常の山   | 0    | 1    |
| 出島     | 3    | 12   | 寺尾     | 21    | 10   | 闘牙       | 2     | 4    | 時津海   | 3    | 3    |
| 時津洋   | 7    | 1    | 土佐ノ海 | 12    | 10   | 栃東       | 4     | 15   | 栃栄     | 2    | 1    |
| 栃乃洋   | 3    | 11   | 栃乃花   | 0     | 1    | 栃乃和歌   | 16(1) | 9    | 巴富士   | 1    | 1    |
| 智ノ花   | 4    | 4    | 花ノ国   | 1     | 2    | 濵錦       | 0     | 3    | 濱ノ嶋   | 13   | 6    |
| 追風海   | 1    | 3    | 肥後ノ海 | 16(1) | 6    | 日立龍     | 1     | 0    | 舞の海   | 12   | 2    |
| 三杉里   | 1    | 7    | 水戸泉   | 13    | 9    | 湊富士     | 7     | 6    | 雅山     | 2    | 4    |
| 武蔵丸   | 8    | 37   | 武双山   | 9     | 21   | 両国       | 5     | 0    | 若光翔   | 0    | 1    |
| 若翔洋   | 1    | 1    | 若瀬川   | 3     | 1    | 若孜       | 2     | 0    | 若の里   | 1    | 3    |
| 若ノ城   | 1    | 0    | 和歌乃山 | 4     | 1    | 皇司       | 2     | 2    | 北勝海   | 0    | 3    |

- 他に優勝決定戦で曙に1敗、貴ノ浪に1敗がある。

## 改名歴
- 鎌苅 忠茂（かまかり ただしげ）1983年3月場所-1989年3月場所
- 貴闘力 忠茂（たかとうりき - ）1989年5月場所-2002年9月場所

## 年寄変遷
- 大嶽 忠茂（おおたけ ただしげ）2002年9月-2010年7月

## テレビ出演

### テレビ番組
- しくじり先生　俺みたいになるな!! 2時間スペシャル（テレビ朝日、2016年2月8日） - 「ギャンブル依存症になっちゃった先生」として出演[123]。
- ワイドナショー（フジテレビ） - 2018年に大相撲の「専門家」として登場以来、ギャンブル問題や店舗経営など様々な話題で、軽妙な語り口を披露している。また、三男・納谷幸之介の大相撲デビューにより、父親としてのコメントもしている。
- 大相撲いぶし銀列伝 #27貴闘力篇（フジテレビONE）[146]

### ウェブテレビ
- 大仁田厚vsクロちゃん!クリスマス最終決戦!スカイツリー路上電流爆破プロレス! (ABEMA、2020年12月23日) - 経営する「焼肉ドラゴ東京スカイツリー駅前店」内で長男・納谷幸男が所属するDDTのプロレスラーらによる路上プロレスが行われ、貴闘力も乱入[147][148][149][150]。

## 著書
- 『大相撲土俵裏』（彩図社、2022年9月）ISBN 978-4801306264 のち文庫、2024年5月　ISBN 978-4801307216

## 連載
- コラム『貴闘力の反省!日記 相撲と肉とギャンブルと』（週刊大衆2018年10月8日号 - ）